# BMW R32
BMW R32 je první cestovní motocykl vyráběný firmou BMW. Představen byl 28. září roku 1923 na autosalonu v Berlíně. Hlavním vývojářem byl Max Friz, který s prototypem motocyklu v květnu 1923 absolvoval cestu přes bavorské hory. Motocykl měl dvouválcový motor o objemu 494 cm³ a jeho oficiální nejvyšší dosažitelná rychlost byla 95 km/h. Měl třírychlostní převodovku. Původní cena motocyklu v roce 1925 byla 2200 říšských marek (v ceně nebyly zahrnuty například klakson, rychloměr a zadní sedadlo). Do roku 1926, kdy byla jeho výroba ukončena, vzniklo celkem 3090 motocyků. Nástupcem se stal model R42.